# Atanus gracilus
Atanus gracilus är en insektsart som beskrevs av Cheng 1980. Atanus gracilus ingår i släktet Atanus och familjen dvärgstritar. Inga underarter finns listade i Catalogue of Life.